# Eusébio Cup de 2016
A Eusébio Cup 2016 foi a 9ª edição da Eusébio Cup. A equipa portuguesa do Benfica enfrentou a equipe italiaana do Torino. O Torino foi a terceira equipe italiana a participar, após a vitória da Internazionale na edição inaugural e a derrota do Milan no ano seguinte. Este jogo também marcou o regresso do torneio ao Estádio da Luz, uma vez que a sua edição anterior foi disputada no México.
Além de homenagear Eusébio, esta ocasião também serviu para lembrar o Grande Torino equipe que morreu na Tragédia de Superga, apenas um dia após um amistoso com o Benfica no Estádio do Jamor.
Como as edições anteriores que envolveram equipes italianas, esta edição também foi decidida nos pênaltis. Após um empate com um gol para cada lado, Victor Lindelöf perdeu a penalidade decisiva e o Torino foi o vencedor da Eusébio Cup 2016. Quanto ao Benfica, esta foi a quarta vez consecutiva que o clube não conseguiu vencer o troféu.

## Detalhes do jogo
| 27 de julho de 2016 | Benfica          | 1 – 1 | Torino     | Estádio da Luz, Lisboa                              |
| 19:45               | Vives 11' (g.c.) |       | 32' Ljajic | Público: 45 818 Árbitro: Fábio Veríssimo (Portugal) |

|                                               |       | Penalidades                             |  |
| Jiménez Jonas Grimaldo Samaris Pizzi Lindelöf | 5 – 6 | Baselli Aramu Boyé Martínez López Silva |  |

| Benfica | Torino |